# LGM-118 피스키퍼
LGM-118A 피스키퍼(영어: LGM-118A Peacekeeper)는 미국이 1986년부터 실전 배치한 지상발사형 ICBM으로 MX 미사일로도 알려져 있다. 총 50기가 배치되었으나 START II 조약에 의해 감축대상으로 지정되어 2005년 9월 19일에 마지막 미사일이 해체되었다. 현재는 피스키퍼에서 분리된 500여 개의 W87/Mk-21 핵탄두가 미국이 가진 유일한 지상발사 ICBM인 미니트맨 미사일로 옮겨지고 있다. 피스키퍼 미사일이 퇴역한 이유 중에는 애초에 요구되었던 사정거리 목표에 도달하는 것에 실패했다는 점도 있다.
피스키퍼는 MIRV 미사일로, W87/Mk-21 핵탄두가 설치된 10개의 재돌입체를 장착할 수 있다. 각 핵탄두는 300킬로톤의 위력으로 제2차 세계 대전 때 히로시마에 투하되었던 원자폭탄 리틀보이의 20배 위력을 가진다.

## 개발 및 배치

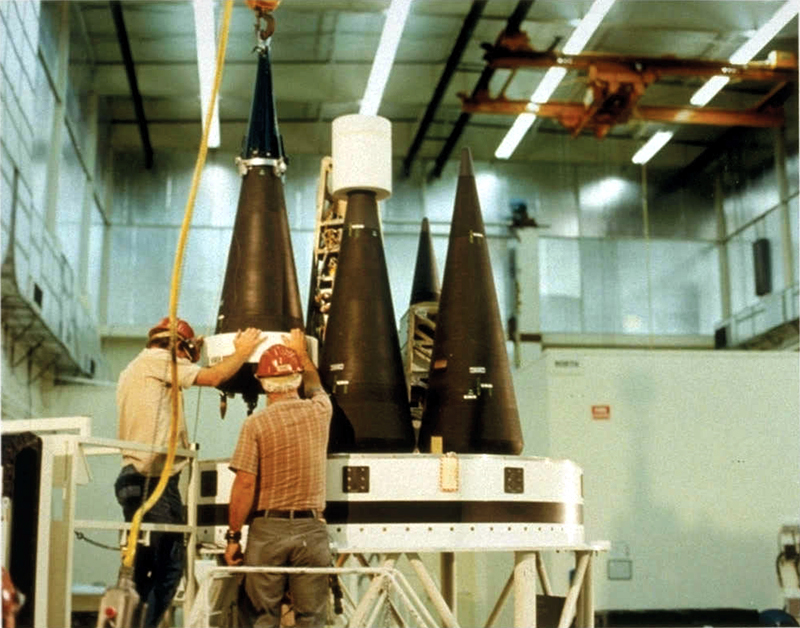
기술자들이 피스키퍼의 Mk-21 재 돌입장치를 적재창에 고정하고 있다.

1970년대 후반 소련이 SS-18 미사일과 같이 더욱 크고 정확해진 다량의 MIRV ICBM을 배치하자 사일로에 배치된 미니트맨III 미사일이 핵전쟁시에 살아남을 수 있을지에 대한 강한 의문이 제기되었다. 만일 소련이 미국의 핵미사일들과 전략폭격기들을 선제 핵공격으로 제거할 수 있다면 미국은 소련에 대한 반격이 불가능해지게 된다. 포세이돈과 트라이던트I SLBM은 정확도가 낮고 탄두가 작아 핵공격의 반격에 사용하기에 성능이 부족했다. 만일 소련이 핵공격시에 민간지역을 공격하지 않았다면, 소련이 재반격 할 때 민간인을 공격하는 것을 피하기 위해 반격시에 소련의 민간지역을 피해서 공격할 수 있어야 했다. 그러므로 미국은 소련의 선제 핵공격에도 살아남을 수 있으며 한번의 반격으로 소련의 핵공격 능력을 무력화시킬 수 있는 무기가 필요했다.
그리하여 피스키퍼 미사일은 건조물에 대한 반격용 무기로 개발되었으며, 한번의 공격으로 방어설비를 갖춘 적의 미사일 사일로를 무력화시키려는 목적을 가졌다. 이를 위해서는 미니트맨III에서 불가능한 높은 정확도, 생존성, 사정거리 및 운용상의 유연성이 필요했다. 또한 열핵폭탄의 위력은 폭발지점에서 거리에 비례하여 급격히 감소하기 때문에, 방어설비를 갖춘 소련의 미사일 사일로를 한번의 공격으로 파괴하기 위해서는 정확도가 매우 중요한 요소였다.
카터는 미국 핵능력의 다른 한 축인 대륙간탄도미사일(ICBM) 현대화에도 적극적이었다. MX 미사일이 그것이다. 400억달러짜리 프로젝트였다. 현재 원화가치로 하면 최소 200조원은 될 거다. 카터는 200기의 MX 미사일 생산을 결정했다. 안보에 무능하다고 카터를 공격한 레이건은 당선 후에 이 프로그램을 그대로 받았다. 오히려 미사일 생산량을 절반으로 줄였다. 의회의 반대 때문이라고 했다. 그러면서 미사일 명칭을 피스키퍼(Peace Keeper)로 바꿨다. 그의 매파 이미지를 줄이는 데 도움이 됐다.
피스키퍼의 설계는 1972년에 시작되었으나, 사일로를 지상에 배치하는 컨셉이 기존의 미사일과 생존성에서 차이가 없다는 이유로 의회가 1976년에 예산 배정을 거부했다. 1979년에는 사일로 사이를 지하도로로 연결하는 "경주장" 컨셉이 제시되어 카터 대통령이 이를 승인했으나, 레이건 대통령이 이를 루브 골드버그 머신이라며 다시 취소하였고 1981년에 "밀집 배치" 컨셉을 승인하였다. 이 "밀집 배치" 컨셉은 10,000 psi (70 MPa)의 압력을 견딜 수 있는 사일로를 매우 가깝게 550m 간격으로 설치한다는 개념이다. 이것은 핵공격이 밀집된 공간에 집중될 경우, 먼저 폭발한 핵탄두의 열과 압력이 동시에 투하된 다른 핵탄두를 폭발 전에 파괴하여 핵공격의 위력을 크게 감소시킬 것이라는 아이디어를 가지고 있다. 이 "형제 살해 이론"은 이 문제를 피하기 위한 설계가 매우 쉽다(예를 들면 시간차를 둔 공격을 들 수 있다)는 이유로 의회가 또다시 예산 배정을 거부하였다.
1983년 중반에 이에 대한 절충안으로 100개의 새로운 미사일을 기존의 미니트맨 미사일 사일로에 신속히 배치하는 것과 사고에 취약한 액체연료 타이탄II ICBM을 폐기하고 새로운 이동형 단일탄두 ICBM(MGM-134 미지트맨)을 개발하는 계획이 개발되었다.
이 새로운 미사일은 처음에 "피스메이커"로 불릴 계획이었으나 이후에 피스키퍼로 변경되었다. 이 미사일의 첫 번째 테스트는 1983년 6월 17일에 캘리포니아 반덴버그 공군기지에서 진행되어 7800km 떨어진 태평양의 목표물에 명중하였다. 총 50번의 테스트가 있었으며 처음의 8번은 지상의 캐니스터에서 발사되었다. 1984년 2월에 미사일의 양산이 시작되어 1986년 12월에 개조된 미니트맨 미사일 사일로에 배치되기 시작하여 1988년 12월에 50기의 배치가 완료되었다. 애초의 계획은 100기의 미사일을 배치하는 것이었으나 1985년 7월에 국회가 또다시 생존성의 문제를 들어 50기의 생산만을 허용하였다.
이 생존성 문제를 해결하기 위해 2기의 미사일을 실은 25대의 열차로 미국 각지로 미사일을 은폐시키겠다는 "철도 요새" 계획이 제시되어 1992년을 목표로 개발이 진행되었으나 예산의 제한과 소련의 해체로 중단되었다. 개발중이던 철도의 프로토타입은 미공군 국립 박물관에 전시되어 있으며 개발중이던 장치들이 반덴버그 공군기지에 아직도 남아있다.
이 프로젝트는 1998년까지 200억 달러의 비용이 들었고 114기의 미사일이 생산되었다. 각 미사일의 가격은 4억 달러(약 5천억원)에 이르며 조달비용은 2천만 달러에서 7천만 달러로 추산된다. 피스키퍼 미사일 114기의 화력을 모두 합치면 TNT 342메가톤의 위력에 달한다.

## 퇴역 및 해체
피스키퍼 미사일은 서서히 해체되었다. 2003년에는 17기가 해체되어 2004년 초에는 29기만이 사용가능했고 2005년 초에는 10기만이 사용가능했으며 이들도 2005년이 지나기 전에 해체될 계획이었다. 마지막 피스키퍼 미사일은 2005년 9월 19일에 해체되었고 동시에 제 400 미사일 비행대도 해체되었다. 피스키퍼 미사일은 인공위성 발사를 위해 미노타우르 5호로 전환되었고, 핵탄두는 LGM-30 미니트맨 ICBM에서 사용한다.

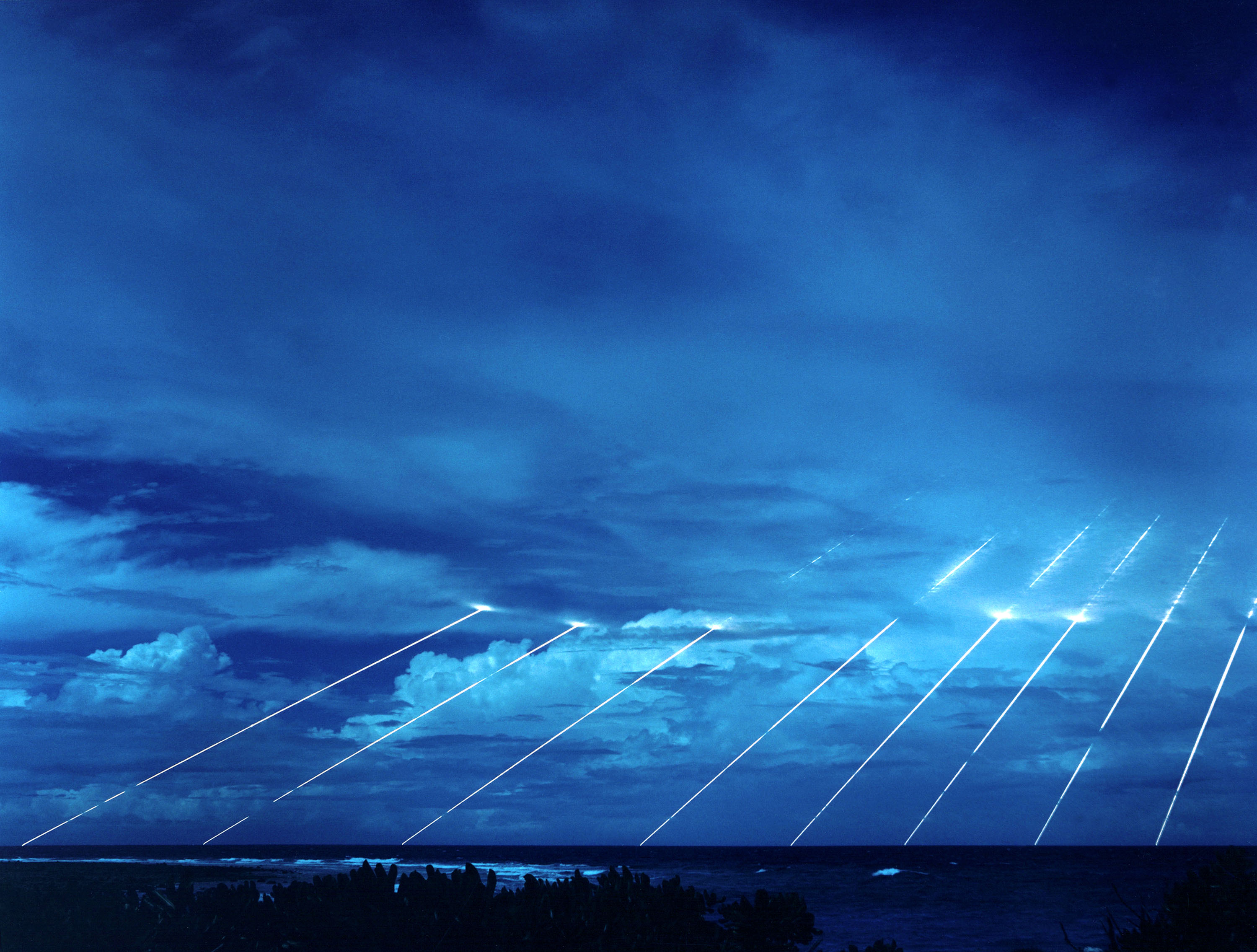
태평양 크레져레인 환초에 명중하는 피스키퍼의 재돌입장치들. 한 미사일에서 8개의 재돌입장치가 발사되었고 각 재돌입장치는 히로시마에서 투하된 원자폭탄 리틀보이의 20배의 파괴력을 가진다.

## 보유자
- 미국: 오직 미 공군만이 피스키퍼를 보유했고, 실전배치하였다. 이 미사일은 지금은 폐기처분 되었다. 제 400 전략미사일비행대, 프랜시스 E. 워렌 공군기지, 와이오밍(1987-2005)

## 북한
2020년 10월 10일, 북한이 화성 16호를 열병식에서 처음 공개했다. 탄두중량 4.35톤 러시아 SS-19와 매우 닮았다. 피스키퍼의 탄두중량이 3.6톤으로, 북한이 북한판 피스키퍼를 최초로 공개한 것이다. 물론 화성 16호, SS-19는 2단 액체연료이고, 피스키퍼는 3단 고체연료인데, 셋 다 무게 100톤에, 탄두중량이 3.6톤 이상이라는 점은 동일하다.

## 같이 보기
- 미사일
- 미사일 목록
- LGM-30 미니트맨